# Орден Сунь Ятсена
Орден Сунь Ятсена (кит. 中山勳章) — орден Тайваня, названный в честь выдающегося китайского политика Сунь Ятсена. Был учреждён в 1941 году, ещё до эвакуации Чан Кайши и его правительства на Тайвань. Был вручён в 1944 году двум соратника Сунь Ятсена, поддержавшим Чан Кайши, в третий раз — только в 2008 году вице-президенту Тайваня Люй Сюлянь, и в четвёртый раз — в 2020 году вице-президенту (в дальнейшем, премьер-министру) Тайваня Чэнь Цзяньжэню.
Современный вариант ордена состоит из орденского знака на ленте и орденской звезды. В менее торжественных случаях награждённые могут носить орденскую планку или фрачный знак. Цвет ленты — красно-бело-сине-бело-красный, причём наиболее широкой является центральная, синяя полоса. Орденский знак и орденская звезда по своей форме практически идентичны, с той лишь разницей, что орденская звезда несколько больше и на ней в центральном медальоне размещается золотой чеканный портрет Сунь Ятсена. Дизайн ордена в целом очень сходен с дизайном младшей по отношению к нему тайваньской награды — орденом Чан Кайши.